# Friedrich Pollock
Friedrich Pollock (ur. 22 maja, 1894, Fryburg Bryzgowijski, Niemcy  – zm. 1970, Montagnola, Szwajcaria) – niemiecki badacz społeczny i filozof. Jeden z założycieli Instytutu Badań Społecznych we Frankfurcie nad Menem i członek szkoły frankfurckiej.

## Życiorys
Urodzony w rodzinie fabrykanta żydowskiego, uczył się finansów od 1911 do 1915 roku. W tym czasie poznał Maxa Horkheimera, z którym zaprzyjaźnił się na długie lata. Później studiował ekonomię, socjologię i filozofię na uniwersytecie we Frankfurcie nad Menem, gdzie napisał dysertację o Karola Marksa teorii wartości poprzez pracę i otrzymał tytuł doktora nauk filozoficznych w 1923 r.

## Polskie przekłady
- Uwagi o kryzysie gospodarczym, tłum. Jerzy Łoziński, [w:] Jerzy Łoziński (red.), Szkoła frankfurcka, Kolegium Otryckie, Warszawa 1985-1987
- Kapitalizm państwowy. Jego możliwości i granice, tłum. Janusz Stawiński, [w:] ibid.
- Czy narodowy socjalizm jest nowym porządkiem? tłum. Janusz Stawiński, [w:] ibid.

## Ważniejsze opracowania
- Antoni Malinowski, Szkoła frankfurcka a marksizm, PWN, Warszawa 1979